# Coelichneumon iridipennis
Coelichneumon iridipennis är en stekelart som först beskrevs av Cameron 1905.  Coelichneumon iridipennis ingår i släktet Coelichneumon och familjen brokparasitsteklar. Inga underarter finns listade i Catalogue of Life.